# 东山区 (广州市)
- 關於其他同名行政區，請見「東山區」。
- 關於廣州市的東山地區，請見「東山口」。

东山区，原中國广东省广州市昔日的一个市辖区，原属番禺县鹿步司，是广州市著名的老城区（老四区）之一，昔有“有钱有势住东山”之说。民国20年（1931），设立东山区公所，是市属行政区以“东山”命名之始。中华人民共和国成立后，东山区为人民政府接管，经历了三次分合和区名更改，1960年8月定称东山区。于2005年5月被中华人民共和国国务院批准撤销并入越秀区。2005年9月29日，广州市东山区人民政府正式摘牌。2005年10月20日，中共广州市东山区委员会正式撤销。

## 历史

### 起源
东山名的由来，与区处州城之东且岗阜连片，广州人向称丘陵为“岗”、主岗为“山”之俗有关。“东山”最初是以寺名出现。“东山”以寺名相称始见于明成化年间（1465－1487）。总镇两广的内官太监韦眷于广州城东部（今署前路）建永泰寺，后亦称东山寺。清顺治八年（1651）重修东山寺，“东山”源此得名。因寺名而渐次将寺四邻成片的岗台地区泛称东山，大概始于清初。

### 發展
及至清末民初，这片岗台地开发成街村，侨房成批涌现，民俗习称寺四邻的街区为“东山”一直相沿未改。
美国浸信会国外传道部（简称美南差会）在 1888年（清光绪十四年）在五仙门（原长堤青年会）创立培道女学堂，并率先把东山定为传教基地。光绪二十九年，美南差会通过华人教徒廖卓庵（又名廖云翔）与东山寺右、山河两乡村民疏通关系，以高价购买入两块土地构筑新校舍，是东山最早出现的新式建筑物。教會人士陸續在東山廣為購地，建築教堂、醫療、社福、教育等相關設施。
1915年（民國4年），東山城區逐漸形成，不少軍政要員紛紛從西關（今荔灣區）轉移到東山興建別墅、公館。第一個為魏邦平，其在東山建兩棟別墅，一在江嶺東街，名為“獵廬” 一在大沙頭東端，名為“漁廬”。二沙頭也為魏邦平所開闢，後來梁培基等在島西端創辦了頤養院。
1928年（民國17）年，成立籌建廣州市模範住宅區委員會，由市政廳劃定各區地段，規定以東山天主教安老院（今梅花村一帶）南面荒地為第一個模範住宅區域。以後又在馬棚崗、竹絲崗劃定模範住宅區，並將附近的青菜崗、上下墳頭崗、大咀崗、蜆崗等處墳場一律遷移，建築占地面積約33萬平方米住宅區。
陳濟棠治粵期間（1928~1936年），重視發展地方經濟，制定鼓勵粵僑投資的優惠政策和法令，東山再次成為華僑投資房地產業的熱點。當時煙墩路以東尚未開發，民國17年（1928 )嘉華儲蓄銀行總經理、南華置業公司董事會主席冼錫鴻在此建二層住宅一座，於是帶動大批粵僑在保安前街、保安後街、保安北街、保安南街、保甯路、保樂路一帶興建住宅。
1949後第四野戰軍進駐，以前朝基礎建立住區，延續本埠軍政界中心濃郁的氛圍。時坊間會稱呼出身此地軍政大院的孩童為軍閥仔，並不時追逐圍堵。而區內由當局主導，繼續建造各類屋邨，安排各種群體入住。1970年代後隨著改革開放開始拓展城區設施，連片發展開闢環市東路，小北至區莊發展成為當時廣州市新興的商貿核心地區。

## 行政區劃
民國時區域分東山、大東、前鑑三個區。1950年三區合為大東區，52年改東區。1960年改東山區。
在并入越秀區前夕，東山區轄內街道建制為：
- 東湖街道，因轄區内東山湖而得名；
- 農林街道，以轄區内農林下路命名；
- 黃花崗街道，因街道内有黃花崗七十二烈士墓而得名；
- 大東街道，因地處廣州舊城大东门附近而得名；
- 大塘街道，以轄區内大塘老街命名；
- 珠光街道，以轄區内珠光路命名；
- 白雲街道，以轄區内白雲路命名；
- 梅花村街道，以轄區內梅花村命名；
- 建設街道，以轄區內建設新村命名；
- 華樂街道，以轄區內華樂街命名。

## 產業
清代，東山一帶為未開發的鄉郊，以種植水稻、蔬菜、生果和養殖魚、雞、鴨、豬為主。原區內較為久遠的產業主要是釀酒、製藥、造修船、打制農具鐵器、文具製作和印刷等。惠愛八約（今中山四路）辟于秦漢代，向為官驛大道，商業興起於明代之前。清代，府學東街（今文德路）文房四寶、古玩金石、裝裱字畫已成行成市。
1873年（同治十二年），兩廣總督瑞麟開辦官辦廣東機器製造局（位置文明門外聚賢坊），是廣東第一間官辦軍火工廠。廣東造幣廠（廣東錢局），在光緒十五年（1889年）於黃華路建起開鑄官幣，標誌著現代工業在東山興起。隨之，以機器碾米、織布、制革等行業為代表的本土工業在區內亦得以發展。
民國廣九鐵路通車，白雲路的廣九車站地段客流增多，形成繁華的商業區。傳教士、軍政要人、華僑在東山競相開發房地產，東山地區的經濟開發逐漸由西向東延伸，東半部崗地和農田逐漸半城市化。

## 醫療與教育

### 教育
|  | 東山一隅之地，學校林立， 教育之風，可謂極盛。 |

東山地區教育醫療事業發達。民國時期已建立起普通教育、神學教育、 特殊教育等三類教育機構，普通教育包括有培正中學及附屬小學、培道女子中學、培靈幼稚園及多家公立小學；神學教育有兩廣浸信會神道學校、培賢女子聖經學校：特殊教育有為盲人開設的慕光瞽目學校。當時定居的華僑子女不出東山一步，就可以從幼稚園讀到中學。 
- 2002年6月15日，东山区成为了广州市第一个“教育强区”。在区内有多所广东省一级中小学和广州市一级中小学。[12]

### 学校

#### 中学
- 广东实验中学
- 广州市执信中学
- 广州大学附属中学
- 广州市铁一中学
- 广州市第七中学
- 广州市第十六中学
- 广州市华侨外国语学校
- 广州培正中学
- 广州市育才中学
- 广州市五羊中学（已撤销）
- 八一实验学校
- 广州市第十三中学
- 广州市第十七中学
- 广州市第一〇九中学（已撤销）
- 广州市第二十一中学（已撤销）
- 广州市第二十五中学 （已撤销）
- 广州市恒福中学（已撤销）
- 广州市第十中学
- 广州市第四十中学（已撤销）
- 东环中学（已撤销）
- 沙东中学（已撤销）
- 广州市财经职业高级中学（已撤销）
- 广州市梅花中学（已撤销）
- 广州市第七十九中学（已撤销）

#### 小学
- 文德路小学
- 东山培正小学
- 东风东路小学
- 中星小学
- 黄花小学
- 广铁一小
- 东山实验小学
- 清水濠小学
- 先烈中路小学
- 农林下路小学
- 东川路小学
- 署前路小学
- 育才学校
- 大沙头小学
- 八旗二马路小学
- 建设大马路小学
- 水荫路小学
- 永曜北小学
- 红火炬小学
- 珠光路小学
- 五羊小学
- 环市路小学
- 小北路小学
- 建设六马路小学
- 中山三路小学
- 执信南路小学
- 梅花村小学
- 大塘街小学
- 中山二路小学
- 海印苑小学
- 杨箕小学

### 醫療
民國時代東山有兩所頗具規模的綜合西醫院，一是位於木棉崗(今廟前西街)的，於1918年由医生张新基捐贈两广浸信会建筑的兩廣浸信會醫院（主樓被清拆，參見：v:廣州被清拆史蹟列表），設門診、留醫，分內、外、婦孺、皮膚、耳鼻喉等各科；二是位於百子路(今中山二路)的私立鄺磐石醫院（後變東山區醫院）。而194O年代後期，西醫杜兆基租陳樹人的部分住地開設私人診所（後變東湖衛生院）。

## 商業
- 東山百貨大樓

- 廣州友誼商店

- 海印電器總匯

- 海印布匹毛線市場

- 黃花崗燈光夜市

## 旅館
- 花園酒店

- 華泰賓館

- 文化假日酒店

- 珠島賓館

- 白雲賓館

## 公園
1921年下半年廣州開始東拓。1922年3月，廣州市政廳繼續延續計畫，“經將東郊之外蟾蜍崗、馬棚崗、竹絲崗等六崗收歸公有”，在這種情況下，政府“亦以市內公園僅僅得惠愛中路第一公園之一處”，認為市區公園可繼續開闢，計劃將“東郊之竹絲崗”收回來作為廣州市第二公園。時財政局發出公告：“由三月三號起，至四月三號止”，崗上的所有墳地主人“均依限起墳遷葬”，並分類補償，棺葬者每一穴補償遷葬費五元，金塔葬者則每一穴補償三元，並規定領取補償須有店鋪擔保。時官方稱，待遷墳完畢後，此地可按照第一公園模式開始植樹，修建第二公園。1922年6月因時局變化，竹絲崗第二公園計畫流產。
屬原區內公園：
- 烈士陵園

- 東山湖公園

## 交通
区庄立交，中国第一座四层立交，座落于环市路，南接东风路，北连先烈路。

### 地铁
- 1号线：农讲所站、烈士陵园站、东山口站、杨箕站

區份合併之後启用的车站：
- 5号线：小北站、淘金站、区庄站、动物园站、五羊邨站
- 6号线：北京路站、越秀南（团一大广场）站、东湖站、黄花岗站

## 与越秀区合并后的影响

### 原東山區機構更名
- 东山区人民医院->中山大学附属第一医院东山院区（妇科、生殖医学中心）
- 东山区中医医院->越秀区骨伤康复医院（越秀区第二中医医院）[15]
- 東山區婦幼保健院->越秀區婦幼保健院東山院區
- 东山区公安局办证中心->越秀区公安局第二（东山）办证中心
- 东山区民政局->越秀区第二民政局
- 东山区教育局->越秀区教育局（原越秀区教育局撤销）
- 东山区图书馆->越秀区第二图书馆
- 东山区少年宫->越秀区少年宫（与原越秀区少年宫合并）